# クワイヤボーイズ
『クワイヤボーイズ』（The Choirboys）は、ロバート・アルドリッチ監督による、1977年のアメリカ合衆国のコメディ映画。ジョゼフ・ウォンボーの同名小説を原作とし、自らを「クワイヤボーイズ＝少年聖歌隊」と称するはみだし者の警官たちによる珍騒動を風刺とブラックユーモアを交えて描き、彼らのハレンチぶりを徹底的に痛罵する内容となっているが、これに異議を唱えた原作者のウォンボーが自ら手がけた脚本のクレジットからその名を削ることとなった作品である。

## ストーリー
ロサンゼルス警察は、ろくでなし警官の吹き溜まりである。彼らは、夜な夜な公園で酒を飲んでは騒いだり、時には嫌われ者の同僚ロスコーを下半身裸で木に縛り付けてゲイに言い寄らせたりする。比較的真面目な若い警官バクスターとサムは、ベトナム戦争の恐怖の記憶にとらわれており、バクスターはマゾヒストになってしまったことが親友のサムにばれたために拳銃自殺、一方のサムは、閉所恐怖症により幻覚に襲われて発砲し、自分を助け出そうとしてくれたゲイの少年を死なせてしまう。リーダー格で定年間近のウェーレンは、反骨的な男であったが、老後の悠々自適な生活を上層部からチラつかされて、サムの事件で現場にいた仲間たちを売ってしまう。残された同僚たちは処分されるが、カルヴィンからウェーレンに「気にするな。仲間たちはお前を恨んでいない。」と慰めの手紙が届く。これを読んだウェーレンは、真相を隠蔽して嘘の事件をでっち上げた元上司を責め、マスコミに暴露すると迫る。ウェーレンの捨て身の抗議により、仲間たちは復職することとなる。

## キャスト
- ウェイレン - チャールズ・ダーニング： リーダ格のベテラン警官。あだ名はマッコウクジラ。
- カルヴィン・モッツ - ルイス・ゴセット・ジュニア： アフリカ系の警官。
- バクスター・スレイト - ペリー・キング（英語版）： 若手警官。ウェイレンの相棒。
- フランシス・タニグチ - クライド・クサツ： 日系の警官。カルヴィンの相棒。
- スペンサー・ヴァン・ムート - スティーヴン・マクト
- ロスコー・ルールズ - ティム・マッキンタイア： 人種差別主義の警官。嫌われ者。
- ディーン・プラウスト - ランディ・クエイド： ロスコーの相棒。でくの坊。
- チーチ・サルティーノ - チャック・サッチ： スペンサーの相棒。チビデブの変態。
- サム・ライルズ - ドン・ストラウド（英語版）： ベトナムでの経験から閉所恐怖症に。
- ハロルド・ブルームガード - ジェームズ・ウッズ： サムとはベトナムの戦友で現在は相棒。
- ドミニク（ドム）・スクージ（スクッズ） - バート・ヤング： 風俗班巡査部長。

## エンディング曲
- 線路は続くよどこまでも